# Ernesto Mejía Sánchez
Ernesto Mejía Sánchez (Masaya, Nicaragua, 6 de julio de 1923 -Mérida, México, 28 de octubre de 1985) fue un escritor, poeta y catedrático nicaragüense.

## Biografía
Nació en Masaya el 6 de julio de 1923 y vivió parte de su vida en México. Durante su estadía en este país ejerció la docencia en la UNAM. Su primera obra fue Romances y corridos nicaragüenses, que se publicó en México.
Mejía Sánchez luego se trasladó a vivir a Europa y Estados Unidos. Fue un gran investigador de la obra de Rubén Darío, y adversario de la política de Somoza, razón por la cual escribió una antología de poesía política nicaragüense a finales de 1950. Al igual que Carlos Martínez Rivas, Pablo Antonio Cuadra y Ernesto Cardenal, perteneció a la llamada Generación de 1940.
Realizó monografías sobre los poetas Rubén Darío, Amado Nervo, Alfonso Reyes, y otros.
Dejó obras como el libro Recolección al mediodía, publicado en Nicaragua en 1972, al cual le fue agregando nuevos poemas en 1980 y en 1985. Publicó La carne contigua, que incluye Ensalmos y conjuros de 1947, El retorno en 1950, Vela de la espada de 1951 a 1960, Poemas familiares de 1955 a 1973, Disposición de viaje de 1956 a 1972, Poemas temporales de 1952 a 1973, Historia natural de 1968 a 1975, Estelas y homenajes de 1947 a 1979, y Poemas dialectales de 1977 a 1980.
Mejía Sánchez fue el creador de un nuevo género llamado prosema, constituido por textos líricos breves, escritos en prosa pero con un toque narrativo.
En 1975 fue admitido, como miembro correspondiente, a la Hispanic Society of America. En 1971 recibió el doctorado honoris causa en la Universidad Nacional Autónoma de Nicaragua.
En 1980 fue nombrado embajador de Nicaragua en España y, posteriormente, en Argentina. Se le otorgó el premio "Alfonso Reyes". Publicó una selección de su obra poética, Recolección a mediodía. Es autor también de estudios literarios y ediciones de Rubén Darío, Amado Nervo, Alfonso Reyes, etc.

## Fallecimiento
En 1985 se retiró a la vida privada en México y falleció en Mérida, México, el 28 de octubre de 1985.
De su compilación de poemas "Recolección a Medio Día" su hija, Juana de los Ángeles Mejía Marenco, hizo una edición reciente.

## Obras
- Ensalmos y conjuros (1947)
- La carne contigua (1948)
- El retorno (1950)
- La impureza (1951)
- Contemplaciones europeas (1957)
- Vela de espada (1951-1960)
- Estelas/Homenajes (1947-1979)
- Poemas familiares (1955-1973)
- Poemas dialectales (1977-1980).

## Reconocimientos
| Predecesor: Carlos Montemayor | Premio Xavier Villaurrutia 1972 | Sucesores: Federico Arana, Esther Seligson, José Emilio Pacheco, Tomás Segovia y Héctor Azar |

- Ernesto Mejía recibe este galardón por su trayectoria literaria, siendo galardonado el mismo año que Juan García Ponce por el cuento "Encuentros", Gabriel Zaid por el ensayo "Leer poesía", Hugo Hiriart por la novela "Galaor", y Jaime Sabines por su trayectoria literaria.

| Predecesor: Carlos Fuentes | Premio Internacional Alfonso Reyes 1980 | Sucesor: Jacques Soustelle |